# Санкт-Освальд-Мёдербругг
Санкт-Освальд-Мёдербругг (нем. Sankt Oswald-Möderbrugg) — община (нем. Gemeinde) в Австрии, в федеральной земле Штирия. 
Входит в состав округа Мурталь.  Население составляет 1192 человека (на 31 декабря 2005 года). Занимает площадь 56,26 км². Официальный код  —  6 08 20.

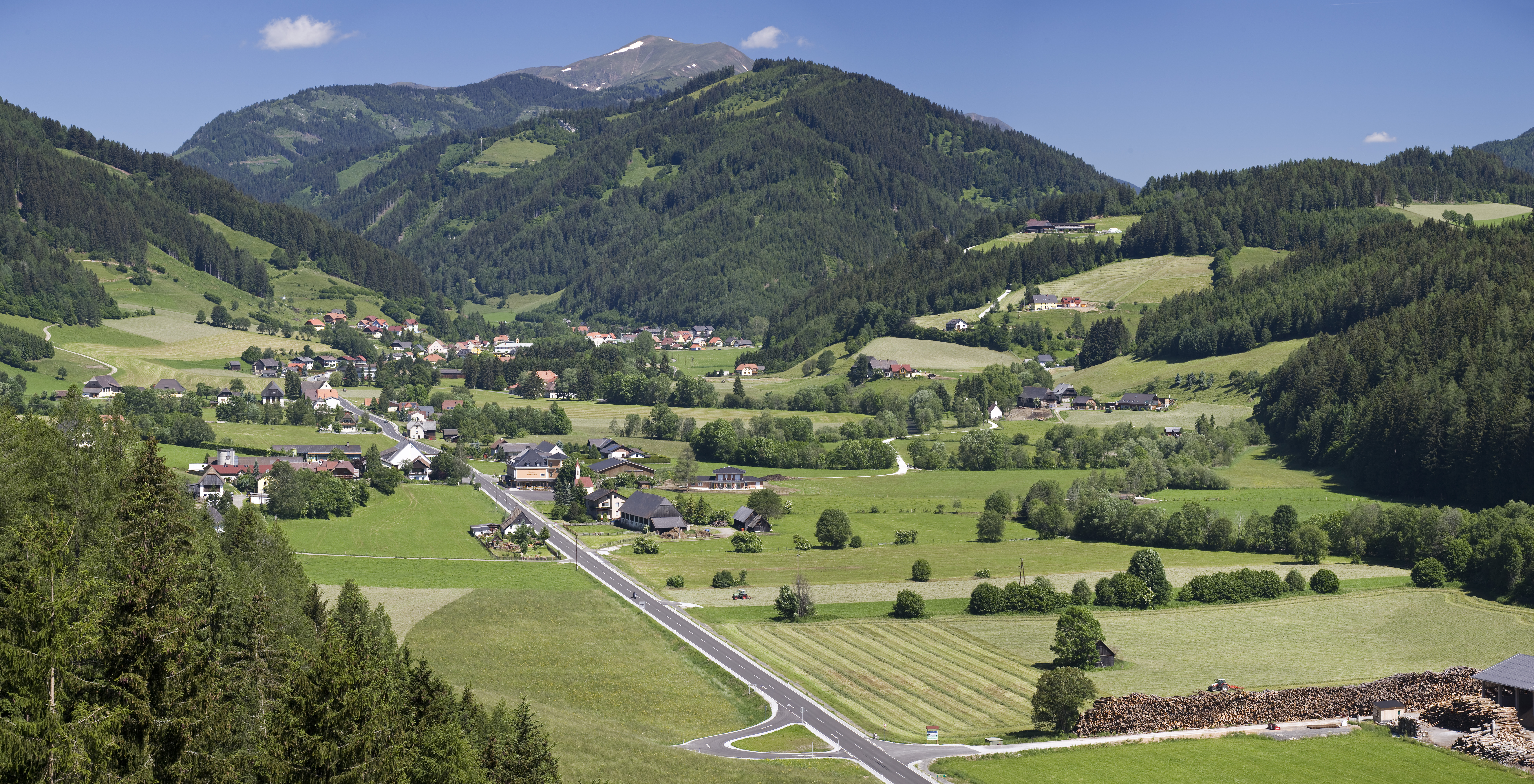
Мёдербругг с юга

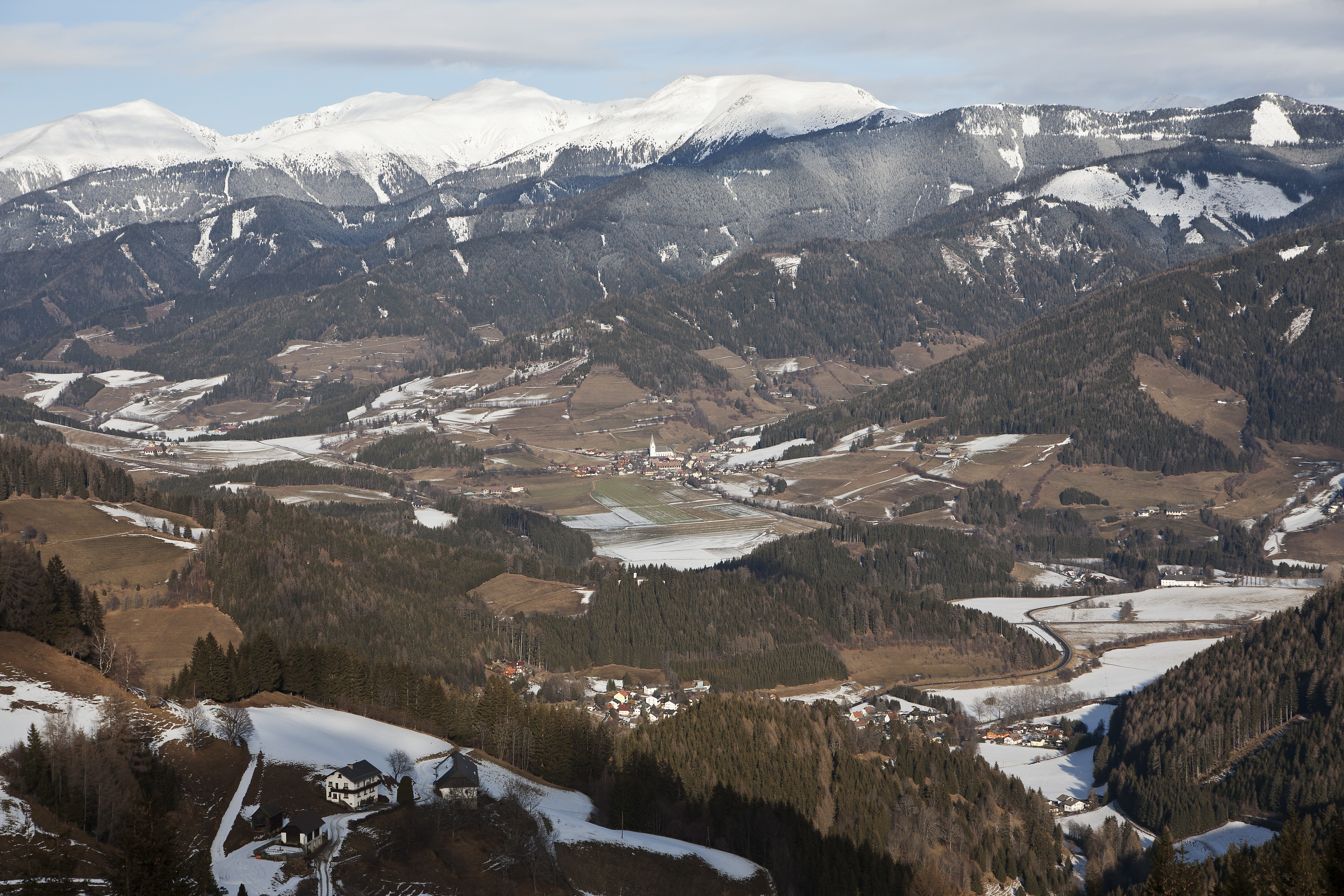
Санкт-Освальд

## Политическая ситуация
Бургомистр общины — Герхард Хорн (АНП) по результатам выборов 2005 года.
Совет представителей общины (нем. Gemeinderat) состоит из 15 мест.
- АНП занимает 9 мест.
- СДПА занимает 5 мест.
- АПС занимает 1 место.

## Лицензия
- Лицензия: Namensnennung 3.0 Österreich (CC BY 3.0 AT) (нем.)
- Лицензия (Штирия):  "Datenquelle: CC-BY-3.0: Land Steiermark - data.steiermark.gv.at" (нем.)